# Галактичний центр

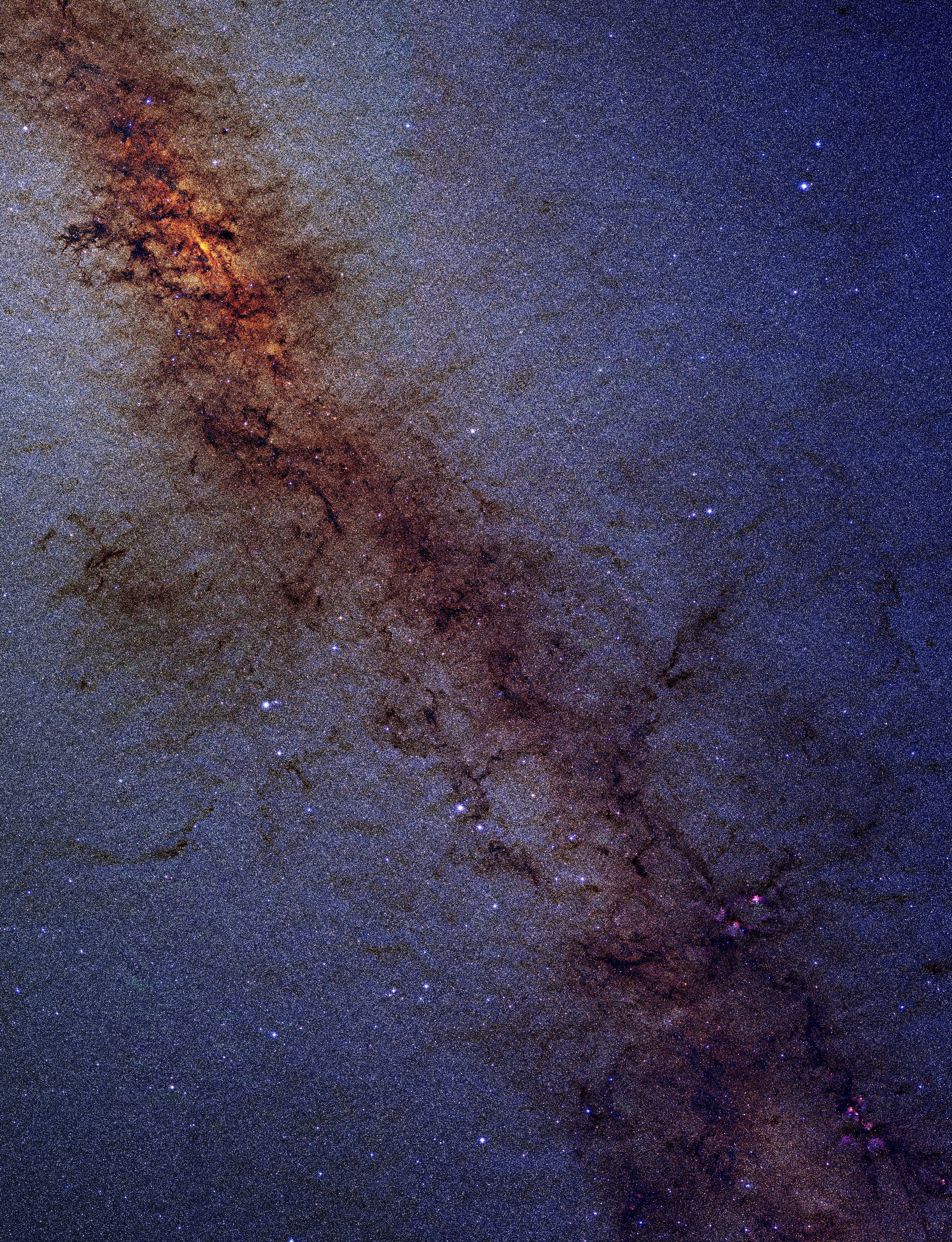
Центр галактики Чумацький Шлях в інфрачервоних променях.

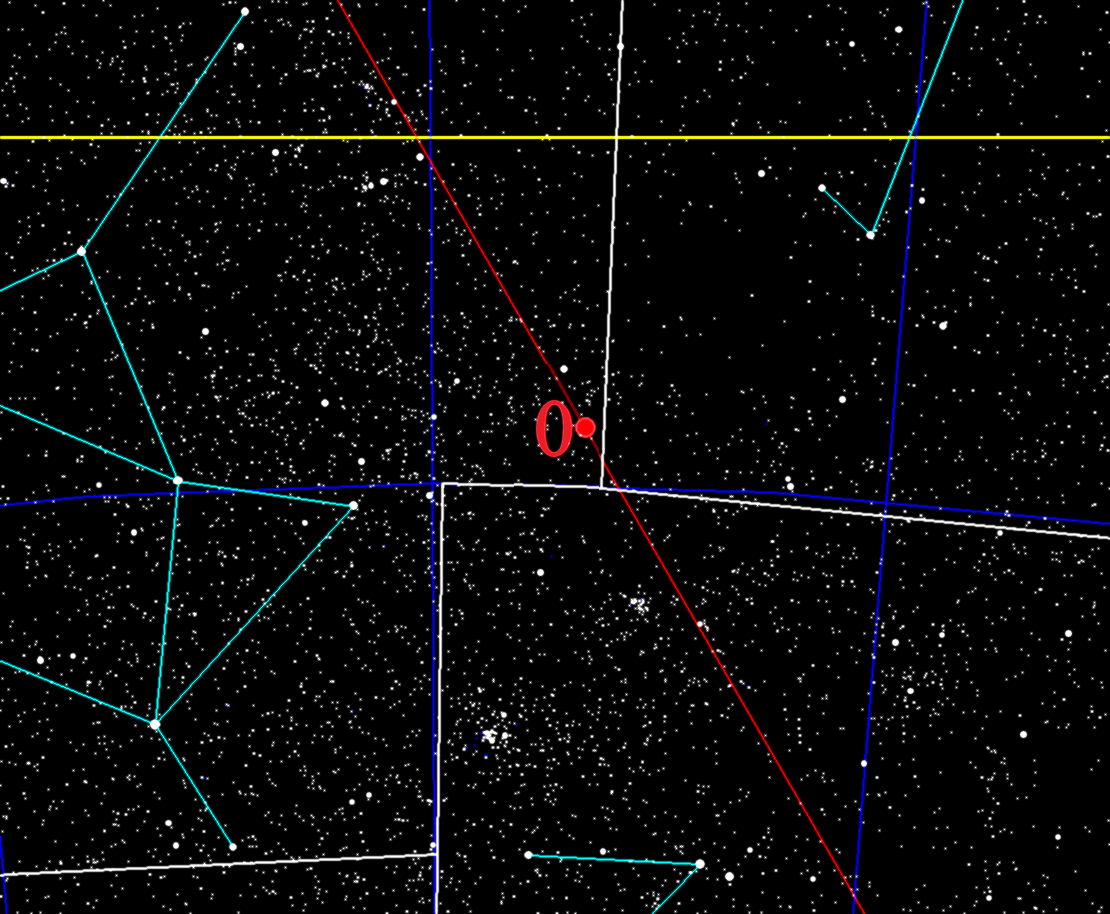
Позначене розташування Галактичного Центру.

Центр Галактики — центр обертання та центр мас Чумацького Шляху. Центр Галактики знаходиться на відстані близько 8 кпк від Землі в напрямку сузір'я Стрільця. Його центральним масивним об'єктом є надмасивна чорна діра з масою приблизно 4 мільйони сонячних мас, яка називається Стрілець A* — компактне радіоджерело, яке знаходиться майже точно в центрі обертання Галактики.
У межах одного парсека від центру Галактики розташовано близько 10 мільйонів зір, серед яких багато червоних гігантів, масивних надгігантів і зір Вольфа–Райє, які мали сформуватись у цьому регіоні приблизно 1 мільйон років тому. Зорі ядра є невеликою частиною набагато ширшого галактичного балджа.
Через поглинання світла міжзоряним пилом центр Галактики не можна досліджувати у видимому, ультрафіолетовому та м'якому рентгенівському випромінюванні. Доступна інформація про галактичний центр надходить із спостережень у гамма-діапазоні, жорсткому рентгенівському, інфрачервоному, субміліметровому та радіо-діапазонах.

## Історія дослідження
У 1918 році Гарлоу Шеплі заявив, що гало кулястих скупчень, що оточують Чумацький Шлях, має центр в сузір'ї Стрільця, але темні молекулярні хмари в цій області закривають огляд для оптичної астрономії.
На початку 1940-х років Вальтер Бааде з обсерваторії Маунт-Вілсон скористався умовами світломаскуванням в Лос-Анджелесі під час війни, щоб провести пошуки центру за допомогою 250-сантиметрового Телескопа Гукера. Він виявив, що біля зорі Гамма Стрільця у міжзоряних пилових смугах є зазор шириною в один градус, який забезпечує відносно чіткий огляд зір навколо ядра Галактики. Відтоді цей зазор відомий як Вікно Бааде.
Група австралійських радіоастрономів із відділу радіофізики CSIRO на чолі з Джозефом Лейдом Поусі близько 1954 року побудували 24-метрову радіоантену та використали її для детального дослідження потужної області радіовипромінювання в Стрільці. Вони назвали інтенсивне точкове джерело поблизу центру досліджуваної області Стрілець A і зрозуміли, що воно розташоване в самому центрі Галактики, незважаючи на те, що воно знаходилося приблизно на 32 градуси на південний захід від передбачуваного галактичного центру того часу.
У 1958 році Міжнародний астрономічний союз прийняв положення Стрільця А за нульову точку галактичної системи координат.
В 1990-х — 2010-х роках інфрачервоні спостереження динаміки зір навколо Стрільця A*, особливо зорі S2, довели, що Стрілець A* є компактним надмасивним об'єктом, і дозволили з високою точністю визначити його масу і відстань до нього. За цей результат, Райгард Ґенцель і Андреа Ґез були нагороджені Нобелівською премією з фізики 2020 року.
В 2022 році Телескоп горизонту подій продемонстрував зображення газового диска навколо Стрільця A*.

## Відстань до центру Галактики
В останні десятиріччя точність вимірювання відстані до центру Галактики сильно підвищилась, і різні оцінки зійшлись до значень близько 8,2 кпк:
- 7.4±0.2 кпк або 7.4±0.3 кпк (24±1 св.р.)[13]
- 7.62±0.32 кпк (24.8±1 св.р.)[14]
- 7.7±0.7 кпк (25.1±2.3 св.р.)[15]
- 7.94 або 8.0±0.5 кпк (26±1.6 св.р.)[16][17][18]
- 7.98±0.15 або 8.0±0.25 кпк (26±0.8 св.р.)[19]
- 8.33±0.35 кпк (27±1.1 св.р.)[20]
- 8.0±0.3 кпк (25.96±0.98 св.р.)[21]
- 8.7±0.5 кпк (28.4±1.6 св.р.)[22]
- 8.122±0.031 кпк (26.49±0.1 св.р.)[23]
- 8.178±0.013 кпк (26.67±0.1 св.р.)[24]

## Надмасивна чорна діра

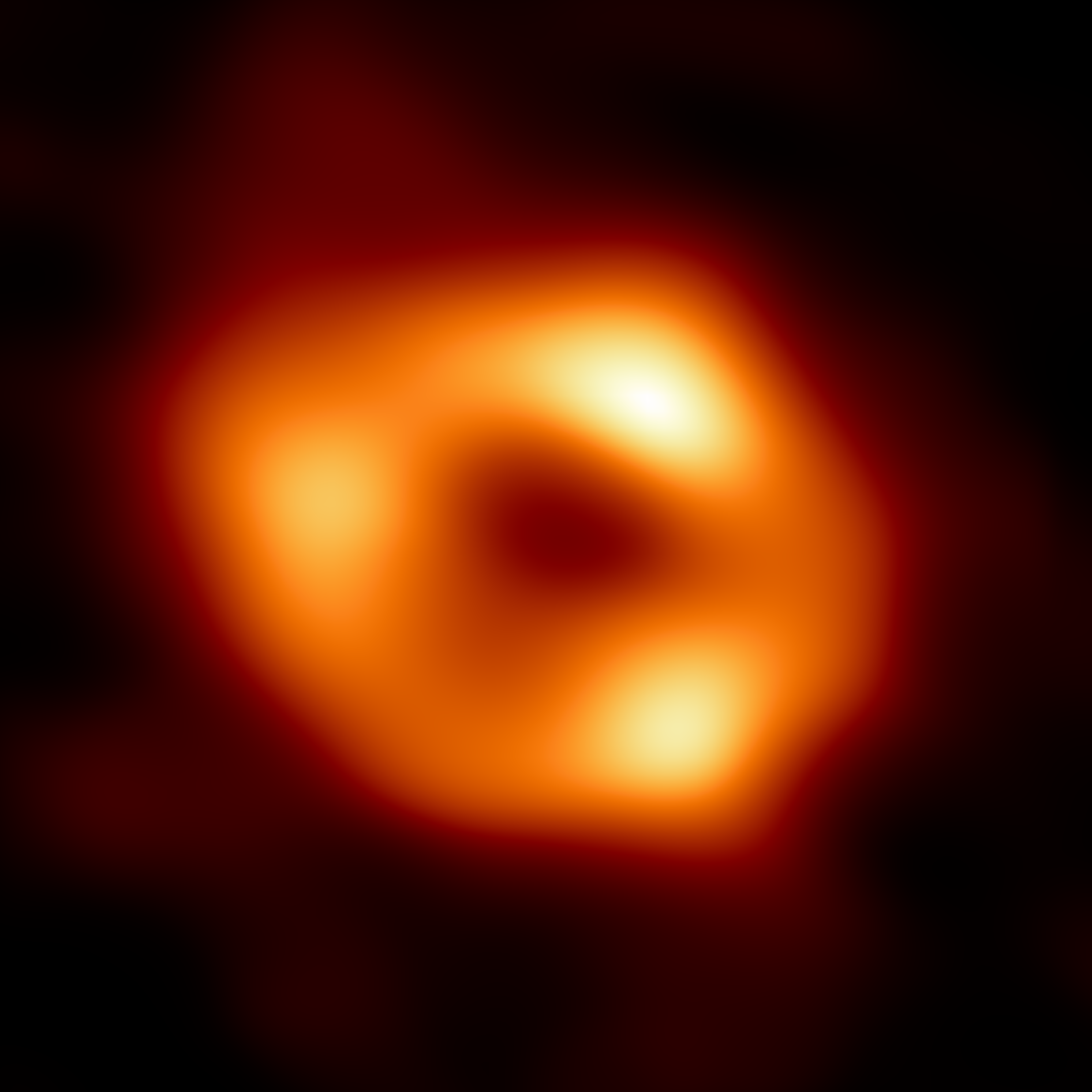
Надмасивна чорна діра Стрілець A*, знята Телескопом горизонту подій.

Складне астрономічне радіоджерело Стрілець A розташоване майже точно в центрі Галактики та містить інтенсивне компактне радіоджерело Стрілець A*, яке збігається з надмасивною чорною дірою в центрі Чумацького Шляху. Аккреція газу на чорну діру призводить до утворення акреційного диска навколо неї та вивільняє енергію для живлення радіоджерела, яке за розмірами набагато більше за чорну діру.

## Бульбашки Фермі
У листопаді 2010 року було оголошено про відкриття гамма- та рентгенівське випромінювання від двох великих еліптичні областей, заповнених енергетичною плазмою, які простягаються приблизно на 8 кпк над і під Центром Галактики. На честь космічного телескопа Фермі, який брав участь у їхньому відкритті, їх назвали бульбашками Фермі. Ці бульбашки черпають свою енергію від чорної діри Стрілець A*.